# De todas las flores
De todas las flores è il decimo album in studio della cantante messicana Natalia Lafourcade, pubblicato nel 2022.

## Tracce
1. Vine solita – 6:26
2. De todas las flores – 5:22
3. Pasan los días – 6:43
4. Llévame viento – 6:25
5. El lugar correcto – 3:51
6. Pajarito colibrí – 5:08
7. María la Curandera – 6:13
8. Caminar bonito – 3:57
9. Mi manera de querer – 3:53
10. Muerte – 5:49
11. Canta la arena – 6:02
12. Que te vaya bonito Nicolás – 6:47